# اوتاگر
اوتاگر (به لاتین: Utogar) یک منطقهٔ مسکونی در تاجیکستان است که در ولایت سغد واقع شده‌است.